# Horizonte (revista ultraísta)
Horizonte fue una revista del movimiento ultraísta editada en Madrid entre 1922 y noviembre de 1923.

## Descripción

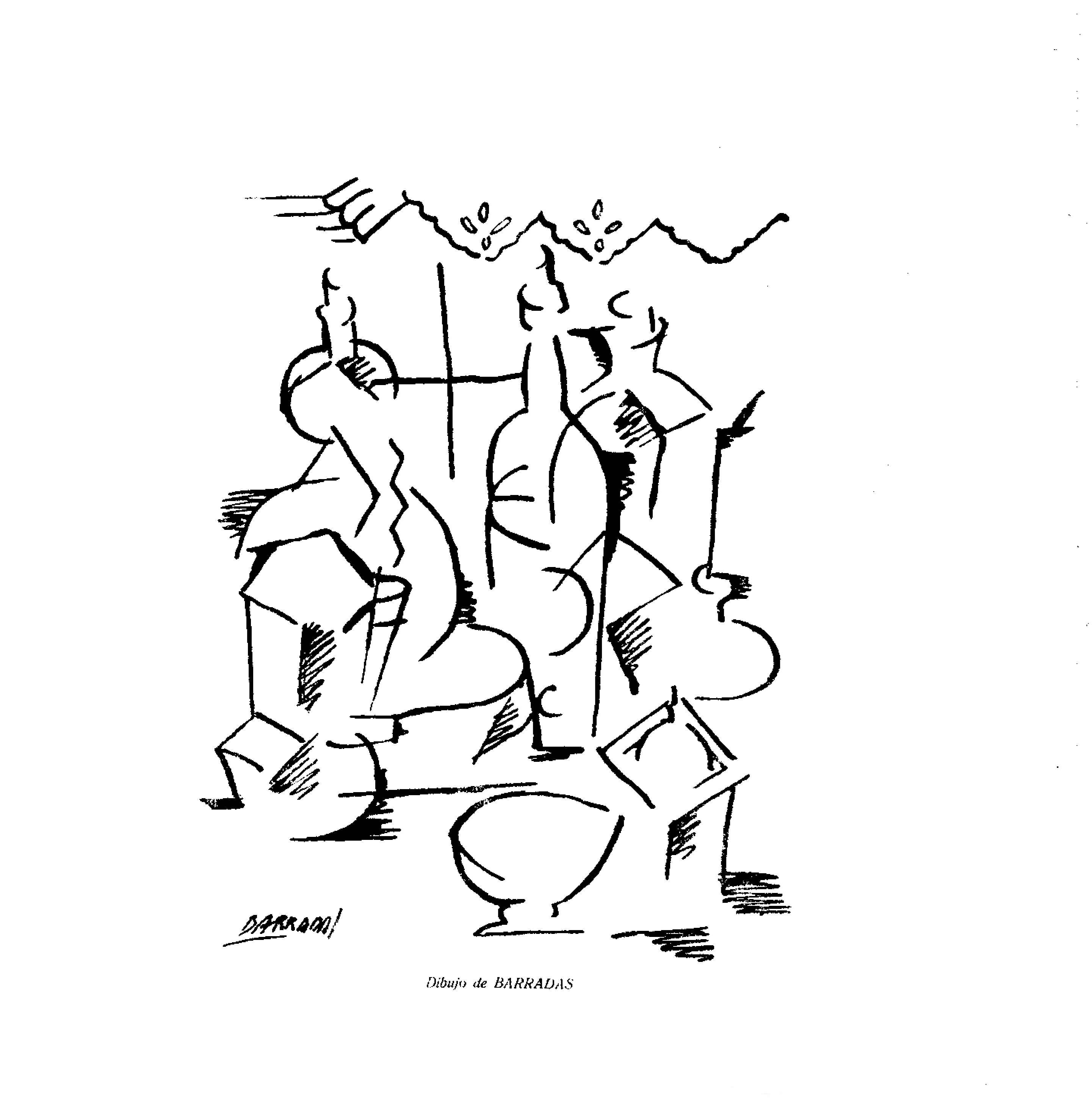
Dibujo de Barradas en la revista

Publicó un total de cinco números. Junto con otras revistas como Cervantes, Grecia y Vltra, constituyó el vehículo de las vanguardias literarias españolas, que recibieron el nombre de ultraísmo, y fue la última de las que sirvieron para la expresión de este movimiento, aunque Alberti consideró que con la publicación de Horizonte el ultraísmo ya era una corriente pasada.
Fue fundada por Pedro Garfias, José Rivas Panedas y Juan Chabás con ayuda en la inversión económica de otros amigos, entre los que cabe mencionar a Luis Buñuel —que también publicó prosas poéticas en los números 2 («Instrumentación», 30 de noviembre de 1922) y 4 («Suburbios», enero de 1923)— y Rafael Sánchez Ventura.
Sus directores del ámbito literario fueron Pedro Garfias y José Rivas Panedas, y del plástico Władysław Jahl, pintor polaco.
Además de textos ultraístas, la revista acogió otras propuestas literarias, incluyendo no solo obras de jóvenes poetas (Adriano del Valle, Jorge Guillén, Dámaso Alonso, José Bergamín, Gerardo Diego, Eugenio Montes, Federico García Lorca, Rafael Alberti, que formarían más tarde el grupo conocido como generación del 27), sino también de otros escritores ya consagrados, como Ramón Gómez de la Serna —con presencia en todos los números de la publicación—, Eugenio d'Ors, Antonio Machado o Juan Ramón Jiménez. Pedro Garfias, en 1934, consideraba que aunó «dos generaciones líricas». En el campo de la ilustración colaboraron, además de Jahl, Rafael Barradas, Norah Borges, Benjamín Palencia o José María Ucelay.